# Kaiser Ferdinands-Nordbahn

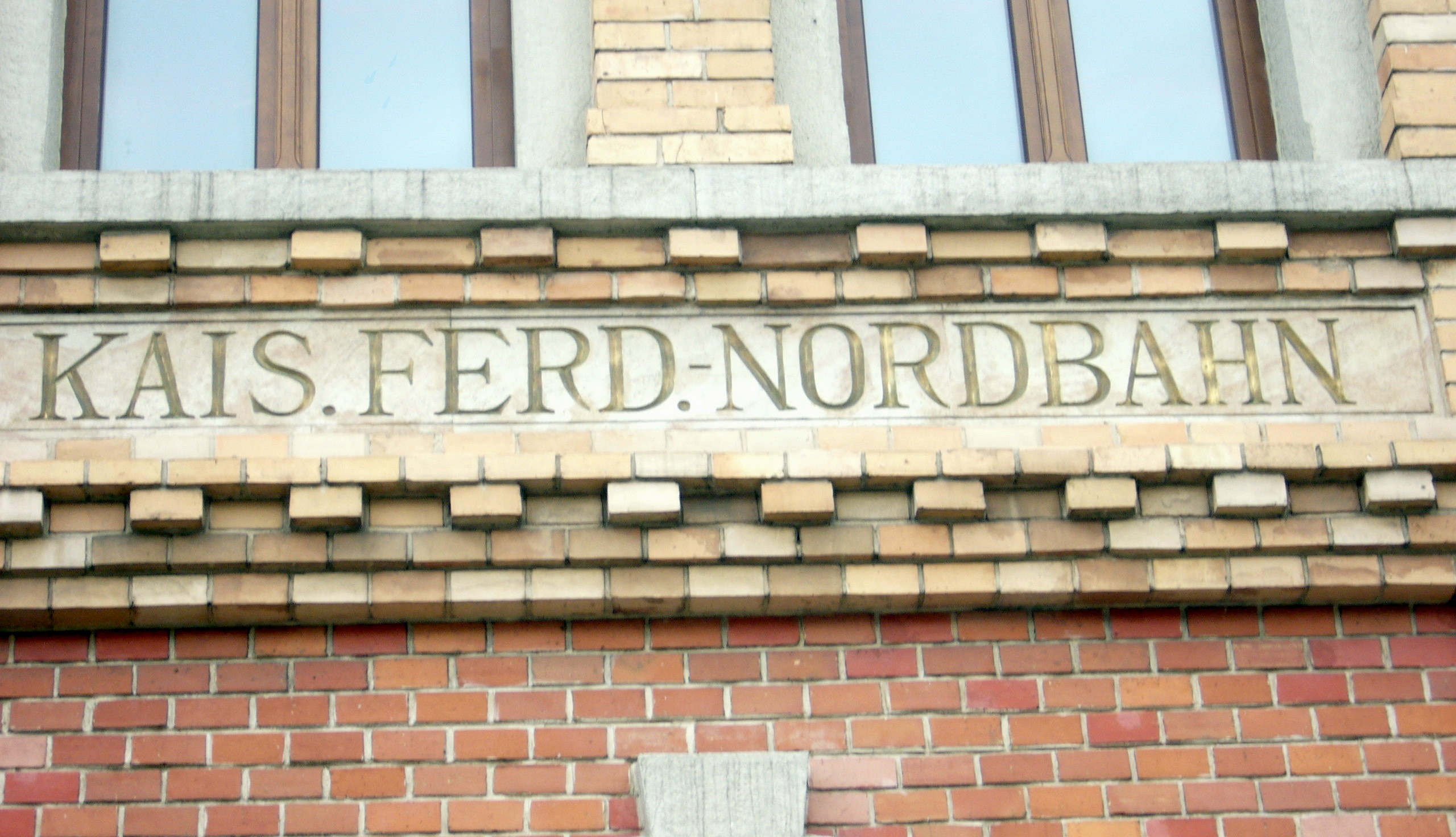
A felirat: Kaiser Ferdinand Nordbahn a Bielitz-Biala-i Főpályaudvaron

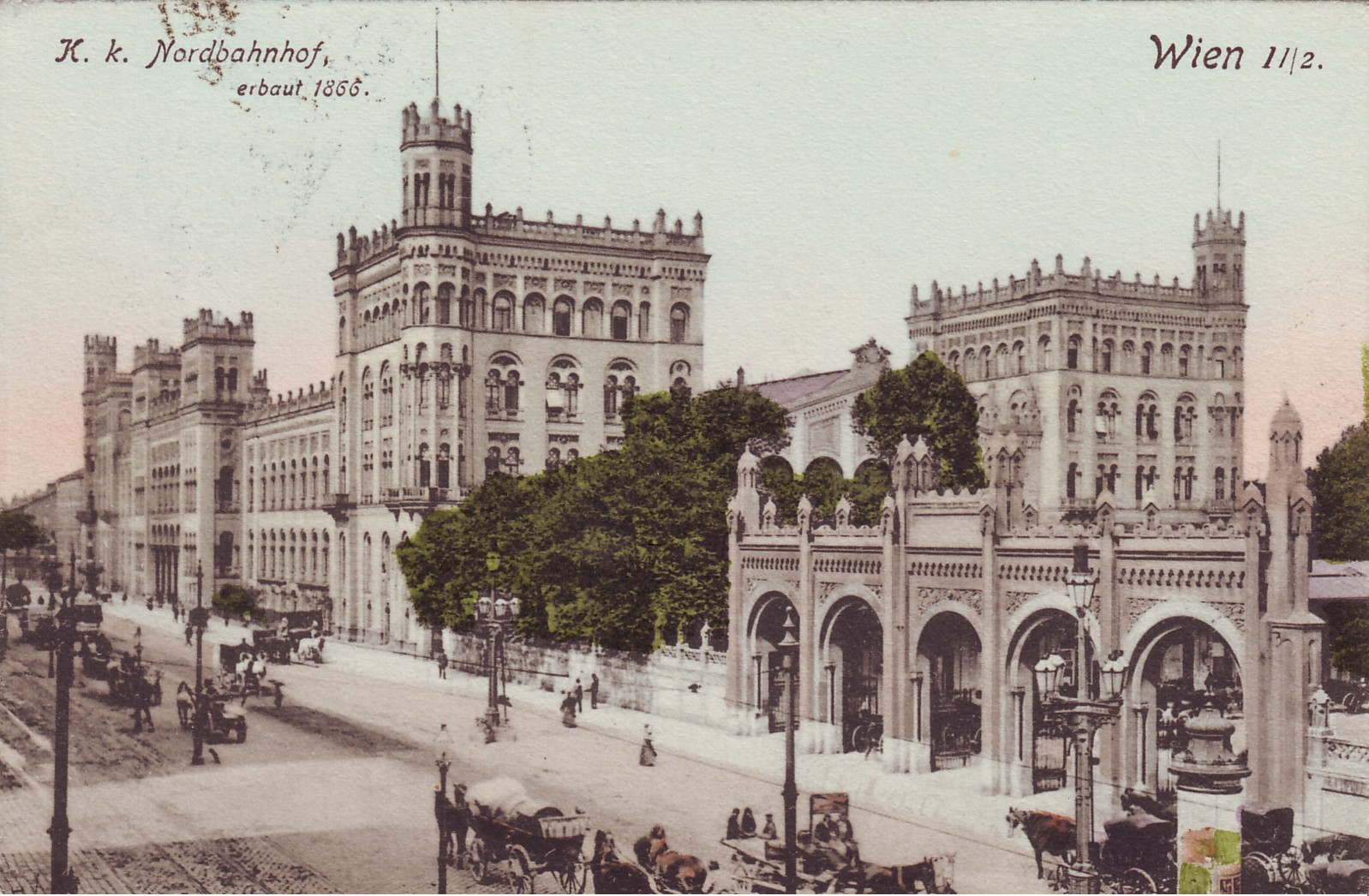
A bécsi Nordbanhof 1908

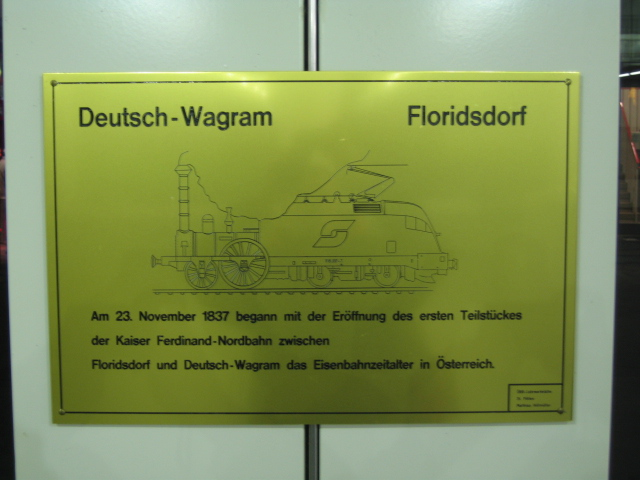
A Floridsdorf – Deutsch-Wagram pálya megnyitásának emléktáblája Floridsdorf állomáson

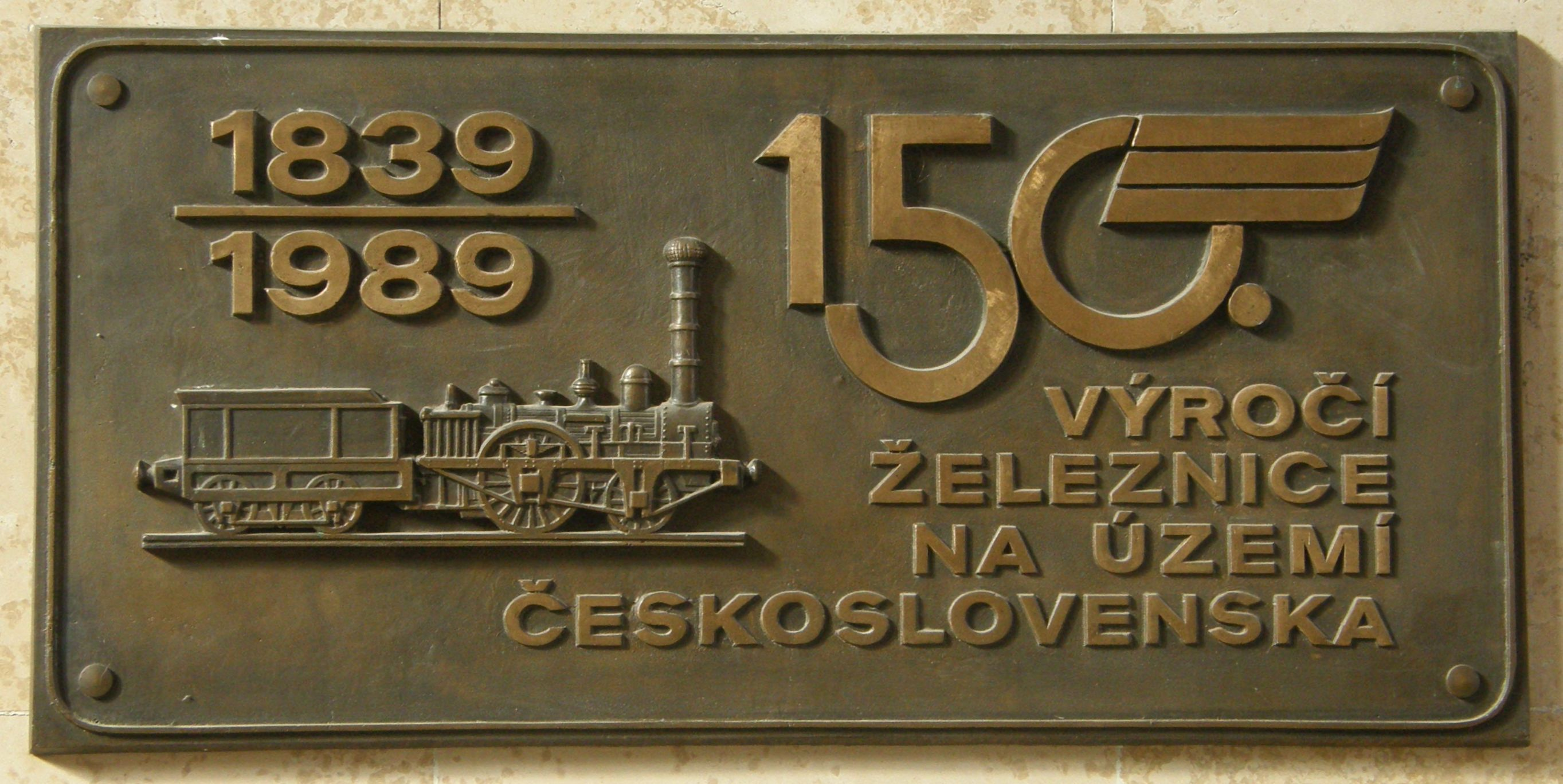
Jubileumi plakett „150 éves a vasút Csehszlovákiában“ a Brünni Főpályaudvaron

A k.k. privilegierte Kaiser Ferdinands-Nordbahn (KFNB) (csehül: c.k. priv. Severní dráha císaře Ferdinanda, 1919-től hivatalosan Severní dráha Ferdinandova (SDF), magyarul Ferdinánd Császár Vasút) egy osztrák vasút- és bányatársaság volt az egykori Csehszlovákia területén. Fővonala az Északi Vasúttól (Nordbahn) Bécstől Észak-Morvaországon és az osztrák Szilézián át vezetett, tervezett kezdete volt a galiciai sólelőhelyek összekötésének Csehország és Krakkó felé. A vasutat a bányavasút kivételével 1906-ban államosították, a bányarészleg 1945-ig önálló vállalatként üzemelt.

## A vonalak

### Fővonalak
- Osztrák Nordbahn: Bécs–Břeclav–Přerov–Bohumín–Krakkó
- Břeclav–Brno
- Přerov–Olomouc
- Ostrava-Svinov–Opava
- Bohumín–Bohumín országhatár (–Annaberg)
- Trzebinia–Szczakowa–Landesgrenze nächst Szczakowa (–Granica) (1858 Krakau-Oberschlesischer Eisenbahn felől)
- Szczakowa–Landesgrenze nächst Szczakowa (–Myslowitz) (1858 Krakau-Oberschlesischer Eisenbahn felől)
- Floridsdorf–Stockerau (1871-ben az ÖNWB-nek eladva)
- Gänserndorf–Marchegg
- Lundenburg–Grußbach (1876 Lundenburg-Nikolsburg-Grußbacher Eisenbahn felől)
- Neusiedl-Dürnholz–Laa an der Thaya–Zellerndorf
- Mährisch-Schlesische Nordbahn: Brünn–Nezamislitz–Prerau, Nezamislitz–Olmütz–Sternberg
- Mährisch-Schlesische Städtebahn: Kojetein–Hullein–Walachisch Meseritsch–Fridek-Mistek–Teschen–Skotschau
- Dzieditz–Bielitz
- Bielitz–Saybusch
- Krakauer Cirkumvallationsflügel: Krakau–Podgórze
- Wiener Verbindungsbahn

### KFNB tulajdonú helyi vasutak
- Drösing–Zistersdorf helyiérdekű vasút
- Branowitz–Pohrlitz helyiérdekű vasút
- Rohrbach in Mähren–Groß Seelowitz helyiérdekű vasút
- Rohatetz–Sudoměřitz helyiérdekű vasút
- Hullein–Kremsier helyiérdekű vasút (1888 Kremsierer Eisenbahn felől; in Mährisch-Schlesische Städtebahn integriert)
- Hullein–Bistritz helyiérdekű vasút (1888 Kremsierer Eisenbahn felől; in Mährisch-Schlesische Städtebahn integriert)
- Kremsier–Zborowitz helyiérdekű vasút (1888 Kremsierer Eisenbahn felől)
- Kojetein–Tobitschau helyiérdekű vasút
- Walachisch Meseritsch–Rožnau helyiérdekű vasút
- Hotzendorf–Neutitschein helyiérdekű vasút
- Mährisch Weißkirchen–Wsetin helyiérdekű vasút (1887 ÖLEG felől übernommen)
- Zauchtel–Bautsch helyiérdekű vasút
- Zauchtel–Fulnek helyiérdekű vasút
- Stauding–Wagstadt helyiérdekű vasút
- Troppau–Bennisch helyiérdekű vasút
- Petrowitz–Karwin helyiérdekű vasút
- Bielitz–Kalwarya helyiérdekű vasút
- Golleschau–Ustroń helyiérdekű vasút
- Lundenburg–Landesgrenze helyiérdekű vasút (–Kúty)
- Göding–Landesgrenze helyiérdekű vasút (–Holics)

### Más tulajdonosok KFNB üzemeltette vonalai
- k.k. priv. Ostrau-Friedlander Eisenbahn: Mährisch Ostrau/Priwoz–Friedland
- Lundenburg-Nikolsburg-Grußbacher Eisenbahn (1872–1874)
- Kremsierer Eisenbahn (1881–1883; 1887–1888)
- Lundenburg–Eisgrub helyiérdekű vasút
- Saitz–Czeicz–Göding helyiérdekű vasút (Místní dráha Zaječí–Čejč–Hodonín)
- Mutenitz–Gaya helyiérdekű vasút
- Otrokowitz–Zlin–Wisowitz helyiérdekű vasút (Místní dráha Otrokovice–Zlín–Vyzovice)
- Stramberg–Wernsdorf helyiérdekű vasút
- Troppau–Grätz helyiérdekű vasút
- Czeicz–Steinitz helyiérdekű vasút
- Auspitzer helyiérdekű vasút

### A KFNB bányavasút vonalai
- Montanbahn Mährisch Ostrau–Witkowitz–Michalkowitz (1861-ben kisajátítva)
- Freiherr Rothschildsche Montanbahn Michalkowitz–Dombrau felől (1888-ban kisajátítva)

## A mozdonyok

### Második számozási rendszer(1881–1907)
| KFNB 1869 és 1881 sorozatok összevetése | KFNB 1869 és 1881 sorozatok összevetése | KFNB 1869 és 1881 sorozatok összevetése |
| Csoport 1869                            | Szám                                    | Csoport 1881                            |
| --------------------------------------- | --------------------------------------- | --------------------------------------- |
| 0                                       | 1–34                                    | VII                                     |
|                                         | 37                                      | –                                       |
| I                                       | 38, 39                                  | –                                       |
| II                                      | 40, 41                                  | –                                       |
| III                                     | 42–50                                   | –                                       |
|                                         | 51–61                                   | IIIa                                    |
| IVa                                     | 62–78                                   | IIIa                                    |
|                                         | 79–83                                   | Ia                                      |
|                                         | 84–91                                   | Ib                                      |
| IVb                                     | 110–161                                 | IIIb                                    |
| IVc                                     | 176–183"                                | IIb3                                    |
| V                                       | 168–170                                 | –                                       |
|                                         | 189–199                                 | VII                                     |
| VI                                      | 171–188                                 | –                                       |
| VII                                     | 200–226                                 | VII, IVb                                |
|                                         | 237–240                                 | IVb                                     |
|                                         | 241–258                                 | IVc                                     |
| VIIIa                                   | 259–265                                 | IVc                                     |
| VIIIb                                   | 266–282                                 | IVc                                     |
| IXa                                     | 283–286                                 | Vd                                      |
|                                         | 287–304                                 | Vb/c                                    |
| IXb                                     | 305–363                                 | Vc                                      |
|                                         | 385–390                                 | VI                                      |
| X                                       | 391–457                                 | Vd                                      |

## Fordítás
- Ez a szócikk részben vagy egészben  a   Kaiser Ferdinands-Nordbahn című német Wikipédia-szócikk fordításán alapul.  Az eredeti cikk szerkesztőit annak laptörténete sorolja fel. Ez a jelzés csupán a megfogalmazás eredetét és a szerzői jogokat jelzi, nem szolgál a cikkben szereplő információk forrásmegjelöléseként.